# Francesca Šimuniová
Stanislava Francesca Šimuniová (* 4. března 1973 Brandýs nad Labem) je česká benediktinka, abatyše opatství Venio, které sídlí v Mnichově a Praze.

## Život
Stanislava Šimuniová pochází z Brandýsa nad Labem a byla pokřtěna v Českobratrské církvi evangelické. Vystudovala speciální pedagogiku na Univerzitě Karlově a následně pracovala se seniory a lidmi s postižením. Noviciát absolvovala v mnichovské komunitě benediktinek Venio a před složením časných slibů v roce 2011 se přestěhovala do dceřiného kláštera, který byl založen na poutním místě při kostele Panny Marie Vítězné na Bílé hoře v roce 2007. V lednu 2021 byla v Mnichově zvolena novou abatyší tohoto česko-německého opatství.